# Dialeurodes greenwoodi
Dialeurodes greenwoodi is een halfvleugelig insect uit de familie witte vliegen (Aleyrodidae), onderfamilie Aleyrodinae.
De wetenschappelijke naam van deze soort is voor het eerst geldig gepubliceerd door Corbett in 1936.